# Khách sạn Continental
Khách sạn Continental hay khách sạn Continental Saigon là một khách sạn lịch sử nổi tiếng ở Thành phố Hồ Chí Minh, nằm ở số nhà 132 - 134 đường Đồng Khởi. Khách sạn bắt đầu xây vào năm 1878 dưới thời Pháp thuộc, do ông Pierre Cazeaux, một nhà sản xuất vật liệu xây cất và dụng cụ trong nhà. Ông Cazeaux muốn mở một khách sạn sang trọng để tiếp đón các du khách từ Pháp đến Sài Gòn sau một cuộc hải hành rất dài từ "mẫu quốc". Xây cất mất 2 năm, và Khách sạn Continental khánh thành năm 1880.

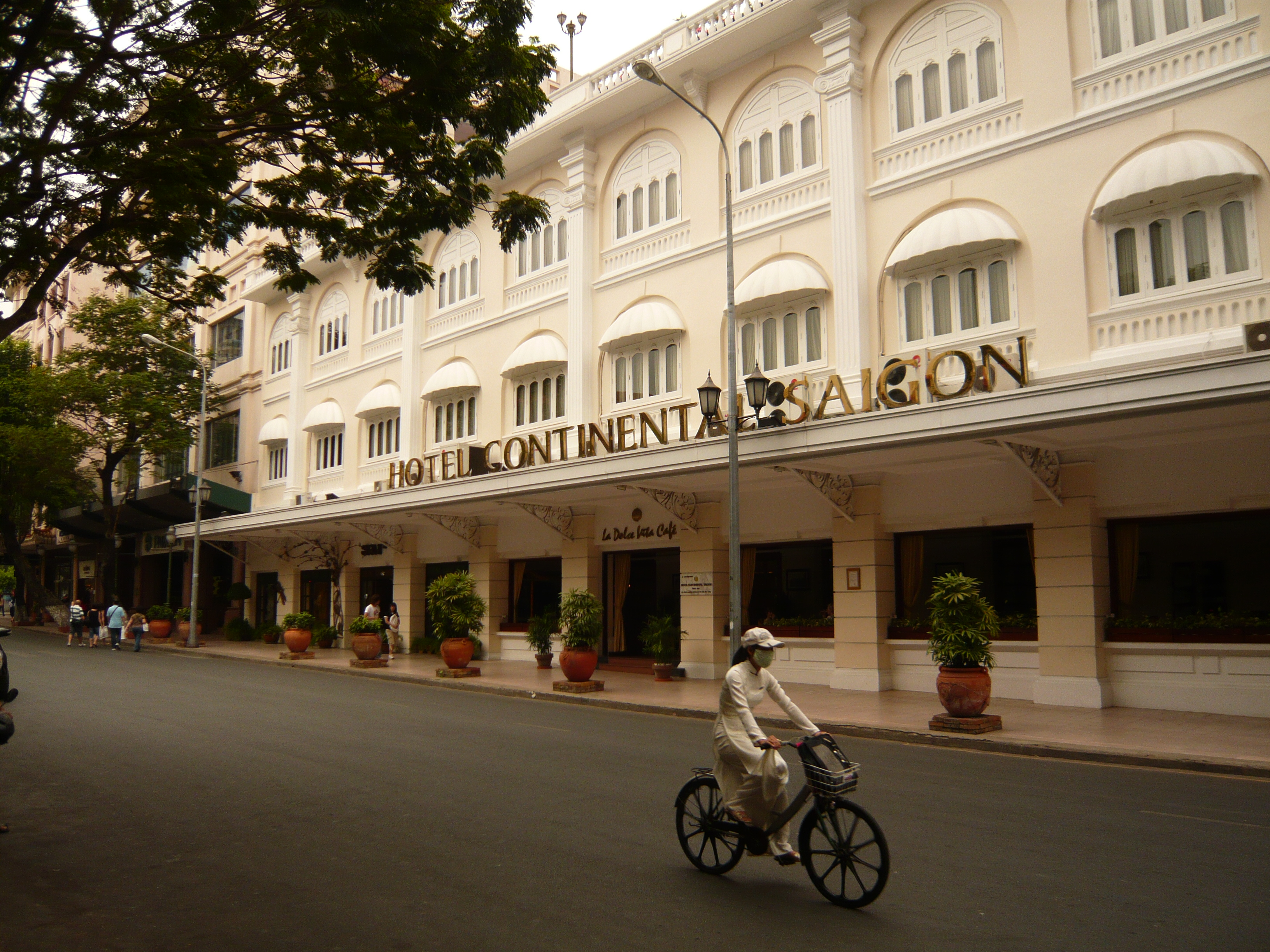
Khách sạn Continental

Cùng trong khoảng thời gian này, những kiến trúc nổi tiếng khác cũng đã được người Pháp xây dựng ở Sài Gòn: Nhà thờ Đức Bà xây năm 1880 (cách Khách sạn Continental 5 phút đi bộ), Bưu điện Sài Gòn năm 1886, và Tòa Đô chánh Sài Gòn năm 1898.
Năm 1911, khách sạn được bán cho Công tước De Montpensier (người xây Lầu Ông Hoàng ở Phan Thiết). Năm 1930, khách sạn được bán cho một tay trùm tội phạm từ đảo Corse tên Mathieu Francini. Francini quản trị khách sạn cho tới năm 1975.
Trong những thập niên 1960-1970, chính phủ Sài Gòn bắt các cơ sở thương mại phải dùng bảng hiệu tiếng Việt, vì thế khách sạn có tên là "Đại Lục Lữ Quán".
Năm 1986, giao lại cho Saigontourist quản lý.
Khách sạn Continental đã tiếp đón nhiều nhân vật nổi tiếng như nhà thơ Ấn Độ Rabindranath Tagore (Giải Nobel văn chương 1913), văn hào Pháp André Malraux, văn hào Anh Graham Greene (tác giả tiểu thuyết Người Mỹ trầm lặng), thiếu tướng, điệp viên Việt Nam Phạm Xuân Ẩn. Trong thời Chiến tranh Việt Nam, khách sạn cũng là nơi tụ họp của các ký giả, nhà báo, chánh khách, và thương gia ngoại quốc hoạt động tại Sài Gòn.
Năm 2012, khách sạn được công nhận là di tích cấp tỉnh, thành phố.
Đây cũng là khách sạn đầu tiên ở Việt Nam.